# Gestreepte langstaartkoekoek
De gestreepte langstaartkoekoek (Cercococcyx montanus) is een vogel uit de familie Cuculidae (koekoeken).

## Verspreiding en leefgebied
Deze soort komt voor in oostelijk en zuidoostelijk Afrika en telt twee ondersoorten:
- C. m. montanus: zuidwestelijk Oeganda, oostelijk Congo-Kinshasa en Rwanda.
- C. m. patulus: van Kenia tot Mozambique en zuidelijk Congo-Kinshasa.